# 李芸嬋
李芸嬋 （1972年5月11日—）是一名台灣電視劇、電影導演。2005年完成第一部劇情長片《人魚朵朵》，該作品獲得金馬獎最佳美術指導，並在韓國釜山影展獎勵亞洲新銳導演的新潮流單元受到矚目（當屆唯一來自臺灣的影片）。

## 生平
畢業於北一女中、國立台灣大學動物學系、動物學研究所。
擔任過十多部戲的幕後工作，於2004年拍攝短片《神奇洗衣機》，而後得到劉德華的製片公司「映藝娛樂」（Focus Films）的『亞洲新星導』（FOCUS: First Cuts）計畫的支持，在2005年完成了第一部劇情長片《人魚朵朵》。
2008年，執導拍攝首部電視劇《蜂蜜幸運草》。

## 執導作品

### 電影
- 2004年《神奇洗衣機》
- 2005年《人魚朵朵》
- 2007年《基因決定我愛你》
- 2010年《背著你跳舞》

### 電視劇
- 2006年 《人生劇展──極限燙衣板》：公共電視
- 2008年 《蜂蜜幸運草》：中華電視公司、八大綜合台
- 2019年 《愛情白皮書》：東森電視（與林君陽共同執導）
- 2020年 《故事宮寓》：公共電視、八大綜合台
- 2022年 《台北女子圖鑑》：Disney+

### 音樂錄影帶
- 郭靜《想個不停》（2007年）

## 編劇作品
- 《人魚朵朵》（2006年）
- 《基因決定我愛你》（2007年）

## 演出作品

### 戲劇
- 2021年：Netflix《比悲傷更悲傷的故事：影集版》（飾演 警察）
- 2024年：八大戲劇台、MyVideo 《今夜一起為愛鼓掌》（飾演 婦產科醫生A）

## 得獎
- 2004年：《神奇洗衣機》第41屆金馬獎「最佳創作短片」
- 2005年：《神奇洗衣機》南方影展劇情片競賽單元入圍
- 2005年：《人魚朵朵》第42屆金馬獎最佳美術設計（王逸飛）

## 外部連結
- 新聞局臺灣電影網─電影工作者李芸嬋
- 李芸嬋在香港影庫上的簡介